# Linsang de Leighton
El linsang de Leighton (Poiana leightoni) és una espècie de mamífer carnívor de la família dels vivèrrids. Viu a Costa d'Ivori, Libèria i, possiblement, Guinea.